# 阔舌大丁草
阔舌大丁草（学名：Gerbera latiligulata），为菊科大丁草属下的一个植物种。